# Whitereport
A Whitereport webes felületről elérhető, kereshető, idősorosan elemezhető multimédiás adatbázis a hazai média leíró paramétereivel, 2010-es adatokkal kezdődően. Röviden összefoglalva: a magyar médiapiac keresőmotorja.
Középpontja a Magyarországon működő médiamárkák: 
- közel 700 tévécsatorna
- 180 rádiócsatorna
- több mint 6000 lap
- kb. 150 mozi
- közel 4000 weboldal
- 30 „klasszik” köztéri médiumtípus (ami összesen 46 000 plakátot jelent)
- 30 egyéb médiummárka (indoor, ambient közterület stb.)

A Whitereport hiánypótló iparági szolgáltatás a médiapiac szereplői számára: 
- hirdetőknek
- média- és pr-ügynökségeknek
- médiatulajdonosoknak
- állami szereplőknek
- befektetőknek
- a sajtónak

Hasznos információforrás nonprofit területen működő kutatók számára is.
A Whitereport médiabrowser alapinformációt, inspirációt gyűjt médiumokról piaci trendek elemzéséhez, versenytárselemzéshez, termék-, portfóliófejlesztéshez, médiatervezéshez, piacelemzéshez.
A „Whitereport by Mrs White” a Mrs. White Media Consulting Kft. védjegy- és szerzői jogi oltalom alatt álló szellemi terméke.

## Külső hivatkozások
- http://www.whitereport.hu Archiválva 2015. május 12-i dátummal a Wayback Machine-ben